# Газуева, Айза Вахиевна
Айза Вахиевна Газуева (14 марта 1984 — 29 ноября 2001) — чеченка из влиятельного тайпа Гендаргеной, известная тем, что 29 ноября 2001 года совершила самоподрыв, в результате которого был убит генерал-майор российской армии Гайдар Гаджиев.

## Биография
Айза Газуева родилась примерно в 1983 году, и на момент самоподрыва ей было от 18 до 20 лет. По некоторым данным, во время Второй чеченской войны она потеряла 16 родственников, в том числе мужа (за которого она вышла замуж всего двумя месяцами ранее), двух братьев и двоюродного брата. Её брат-инвалид, потерявший обе ноги в результате подрыва на мине во время Первой чеченской войны, якобы был без какой-либо причины застрелен российскими военными недалеко от дома их семьи. Командующий российскими войсками в этом районе генерал Гайдар Гаджиев был очень непопулярен среди местных жителей, и его часто обвиняли в зверствах против мирных жителей. Якобы Гаджиев вызвал Газуеву туда, где зверски убил её арестованного мужа ножом, а затем ткнул её головой в зияющую рану его живота. По другой версии, генерал рассказал Газуевой, что собственноручно убил её мужа на допросе.

## Самоподрыв
29 ноября 2001 года Газуева подошла к группе российских солдат, среди которых был генерал Гаджиев, стоявшей перед военной комендатурой. Согласно свидетельствам, последними словами Газуевой были: «Вы меня узнаёте?» или «Ты все ещё помнишь меня?» на что Гаджиев ответил: «Мне некогда с тобой разговаривать!». После его ответа Газуева взорвала спрятанную под одеждой связку ручных гранат. Газуева и двое телохранителей Гаджиева погибли на месте, ещё двое солдат получили ранения. Гаджиев, который был в бронежилете, был тяжело ранен (как сообщается, потерял оба глаза и одну руку) и скончался от полученных травм через несколько дней — 1 декабря.

## Последствия
Против семьи Газуевой и местного населения прокатилась волна жестоких репрессий со стороны российских военных, которые взорвали дом Газуевой и её родителей, а также дома ещё как минимум четырёх семей, а несколько мужчин из семьи Газуевой были задержаны и избиты. Вскоре после нападения в городе Урус-Мартан были задержаны 72 человека, часть из них пропала без вести. Через сутки после смерти Гаджиева в селе Алхан-Юрт Урус-Мартановского района было задержано несколько человек, некоторые из них впоследствии были найдены убитыми. 13 декабря в Чечне были обнаружены обезображенные тела нескольких мужчин, погибших от взрывных устройств, которые позднее были опознаны как пропавшие в начале декабря жители трёх сел Урус-Мартановского района, в том числе четверо находившихся в числе задержанных в Алхан-Юрте: Лом-Али Юнусов, его родственник Муса Юнусов, Шамиль Джемалдаев и Аслан Тарамов.